# Скелдинг, Сьюзи
Сьюзи Скелдинг (англ. Susie Barstow Skelding; 1857—1934) — американская художница-ботанист, иллюстратор и писательница.

## Биография
Родилась в 1867 году, была дочерью Джеймса Огастуса Скелдинга (James Augustus Skelding) и его жены Энн Мари Барстоу (Ann Marie Barstow), племянница художницы-пейзажиста Сьюзи Барстоу. Выучившись живописи, являлась членом Бруклинского художественного клуба (Brooklyn Art Club). Имела собственную студию на Carlton Avenue.
В 1880-х годах Сьюзи Скелдинг выпустила несколько серий книг, в которых её полноцветные иллюстрации цветов сопровождали избранные ею стихи различных авторов, включая Джона Уиттиера, Джулию Хау, Элис Роллинз, Хелен Джексон, Селию Такстер, Джеймса Персиваля, Уильяма Хауэллса, Мэри Додж и Сёстры Гудейл.
Популярная серия «Flower Songs» была самая известная из них. В некоторых случаях цветные иллюстрации включали рукописные стихи художницы. Многие книги, которые она выпускала, были перевязаны лентами.
Некоторые стихи для серии книг с изображением птиц были проиллюстрированы художницей Фиделией Бриджес.
Жила и работала в Нью-Йорке, где умерла в 1934 году. Похоронена на городском кладбище Гринвуд.

## Избранные работы
| Книги с иллюстрациями Бриджес: - Birds of Meadow and Grove - Songsters of the Branches - Birds and Blossoms and What the Poets Sing of Them - Winged Flower Lovers - Harbingers of Spring - Familiar Birds and What the Poets Sing of Them | Серия Flowers from: - Flowers from Hilly Dale - Flowers from Here and There - Flowers from Dell and Bower - Flowers from Sunlight and Shade - Flowers from Glade and Garden | Другие книги: - Easter Flowers - Easter Bells - Bits of Distant Land and Sea - Under Italian Skies - From Snow to Sunshine - Birthday Flowers |

Обложки книг Flowers from
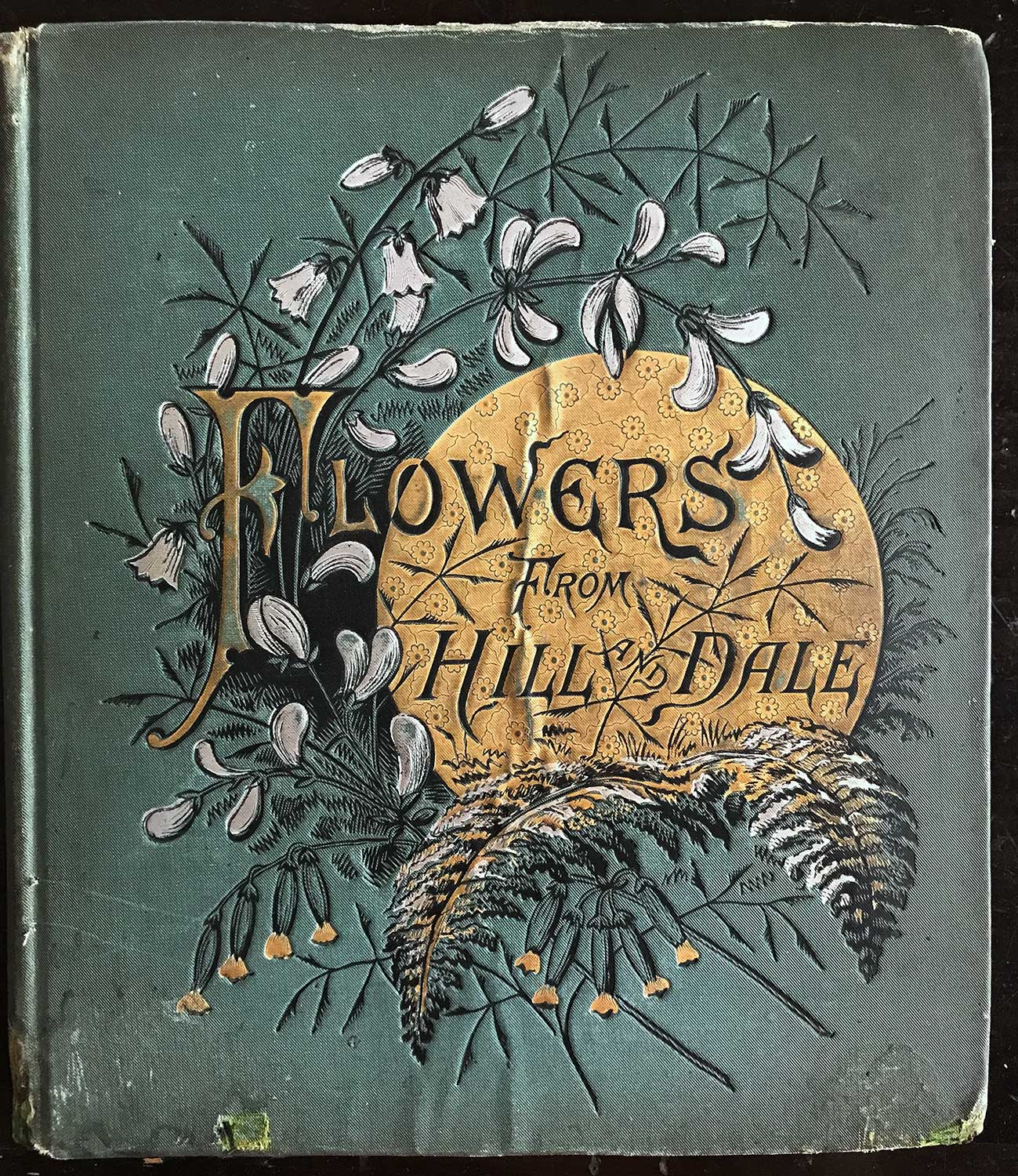
Flowers from Hill and Dale
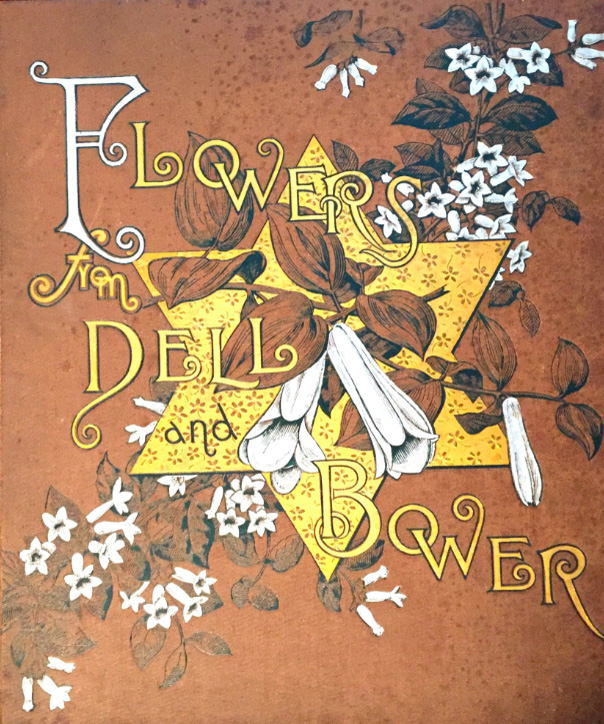
Flowers from Dell and Bower
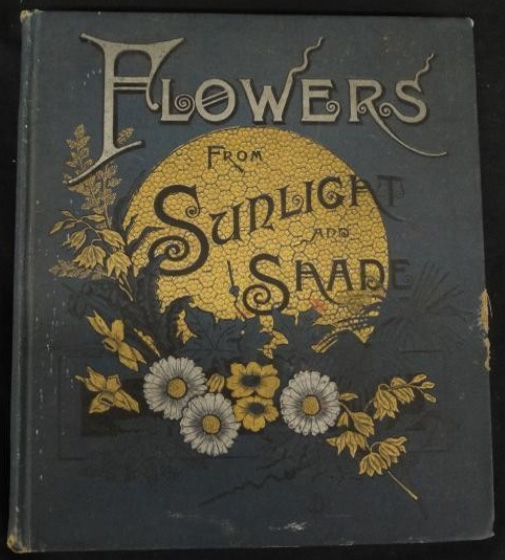
Flowers from Sunlight and Shade